# Boca de Chacamax
Boca de Chacamax är en ort i Mexiko.   Den ligger i kommunen Emiliano Zapata och delstaten Tabasco, i den sydöstra delen av landet, 800 km öster om huvudstaden Mexico City. Boca de Chacamax ligger 9 meter över havet och antalet invånare är 146.
Terrängen runt Boca de Chacamax är platt. Runt Boca de Chacamax är det ganska glesbefolkat, med 47 invånare per kvadratkilometer. Närmaste större samhälle är Emiliano Zapata, 4,6 km väster om Boca de Chacamax. Omgivningarna runt Boca de Chacamax är en mosaik av jordbruksmark och naturlig växtlighet.